# قوات الردع العربية
قوات الردع العربية هي قوة دولية لحفظ السلام أنشأتها جامعة الدول العربية في القمة العربية 1976 في العاصمة السعودية الرياض والتي حضرها فقط ملوك وأمراء و رؤساء الدول من السعودية والكويت ولبنان وسوريا ومصر. حيث تقرر تحويل قوة الأمن العربية «الرمزية» إلى قوة ردع عربية. بعد أسبوع أقرت القمة العربية 1976 في القاهرة نتائج قمة الرياض ونفذتها.
مع تصاعد الحرب الأهلية اللبنانية في عام 1976، أنشأت جامعة الدول العربية قوة تدخل تتألف بالكامل تقريبًا من القوات السورية مع مساهمات رمزية من دول عربية أخرى، بما في ذلك السودان والمملكة العربية السعودية وليبيا. وعلى الرغم من وجودها اسميًا بناءً على طلب حكومة لبنان، إلا أن القوة كانت تحت القيادة المباشرة لسوريا. وتألفت قوة الدفاع العربية في البداية من أكثر من 35,000 جندي، قدمت سوريا 30,000 منهم. وفي أواخر عام 1978، وبعد أن مددت جامعة الدول العربية تفويض قوة الردع العربية، أعلن السودان والسعودية والإمارات العربية المتحدة عن نيتها سحب قواتها من لبنان، مع تمديد إقامتها إلى الأشهر الأولى من عام 1979 بناءً على طلب الحكومة اللبنانية. تم التخلي عن القوات الليبية بشكل أساسي واضطرت إلى البحث عن طريق العودة إلى ديارها بنفسها، وبالتالي أصبحت قوات الردع قوة سورية بحتة (كانت تضم جيش التحرير الفلسطيني).
كانت مهمة قوات الردع العربية تتمثل في ردع الأطراف المتصارعة عن اللجوء إلى الصراع مرة أخرى، بما في ذلك مهام الحفاظ على وقف إطلاق النار، وجمع الأسلحة الثقيلة، ودعم الحكومة اللبنانية في الحفاظ على سلطتها.

كتب روبرت فيسك:
[...] منذ صيف عام 1976، سيطر السوريون على وادي البقاع. وكان مقر «قوة الردع العربية» التابعة لهم في مدينة شتورة في البقاع، وكانت قواتهم متمركزة على طول الوادي، حول مدينة زحلة الروم الأرثوذكسية ـ حيث شاهدنا أنا وكودي السوريين والكتائبيين يتعاونون في عام 1976 ـ في القاعدة الجوية في رياق، وفي بعلبك، وفي الهرمل.
في الساعة 4:30 صباحًا يوم الاثنين 15 نوفمبر 1976، انتشرت قوات الردع العربية المكونة من 5,000 جندي سوداني وسعودي وإماراتي و25,000 جندي سوري في بيروت وحولها في محاولة لوقف الأعمال العدائية بين حكومة الكتائب اللبنانية ومنظمة التحرير الفلسطينية. بدأت قوات حفظ السلام السورية في توزيع الأسلحة والدعم على الفصائل الموالية لسوريا داخل كلا الحزبين في بيروت في ذلك الوقت مما أدى إلى اتهامات بأن سوريا كانت تتصرف كقوة احتلال وليس كقوة حفظ سلام. في 21 يوليو 1977، اتفقت الفصائل اللبنانية والفلسطينية على حل وسط من شأنه أن يرى انسحاب جميع جنود منظمة التحرير الفلسطينية داخل منطقة بطول 15 كم قُبالة الحدود الفلسطينية المُحتلة وستعمل الحكومة اللبنانية بالاشتراك مع قوة الردع العربية لضمان أمن لبنان. في 30 يوليو 1977، تم نشر جنود سوريين في وادي البقاع وبالقرب من طرابلس. ويبدو أن شهر حزيران/يونيو 1983 قد شكل انهياراً للتسوية بين الحكومة اللبنانية وقوات الردع العربية وقوات حفظ السلام السورية، وخاصة بعد الغزو الإسرائيلي للبنان عام 1982.
في عام 1981، خاضت القوات السورية معركة زحلة. كتب آر.دي. ماكلورين «.. في ذروة المعركة، كانت عدة وحدات من الجيش السوري، يبلغ مجموعها حوالي 20 ألف جندي، ضمن منطقة 10-20 كم حول زحلة». تضمنت هذه الوحدات اللواءين 35 و41 (القوات الخاصة)، واللواء 47 و62 (المشاة الآلية)، واللواء 51 (مدرعات)، واللواء 67، وكان آخرها على طول الحدود مع سوريا.
بعد مرور عام على غزو إسرائيل واحتلالها لجنوب لبنان خلال حرب لبنان 1982، فشلت الحكومة اللبنانية في تمديد ولاية قوات الردع العربية، وبالتالي أنتهي وجودها فعليًا، على الرغم من عدم إنهاء الوجود العسكري السوري أو الإسرائيلي في لبنان. في النهاية أصبح الوجود السوري معروفًا بالوصاية السورية على لبنان.

## تاريخ
كانت قوة الأمن العربية بقيادة اللواء محمد حسن غنيم قد انتشرت في منطقة محايدة بين بيروت الشرقية والغربية ابتداءً من يوم الأربعاء 21 يوليو/تموز 1976. لكن لم تتمكن هذه القوة الصغيرة، التي شكلت لاحقًا نواة قوة الردع العربية، من وقف استمرار المعارك في المنطقة، مما أدى إلى انعقاد قمة عربية سداسية في العاصمة السعودية الرياض، بحضور ممثلين عن لبنان (الذي تولى الرئيس إلياس سركيس منصبه خلفًا لسليمان فرنجية)، والمملكة العربية السعودية، والكويت، وسوريا، ومصر، ومنظمة التحرير الفلسطينية. وقد نص بيان القمة على ما يلي:
- تعزيز قوات الأمن العربية لتصبح قوة ردع عربية تعمل داخل لبنان بقيادة رئيس الجمهورية اللبنانية شخصيًا، ويبلغ قوامها نحو 30 ألف جندي. وتكون مهامها كما يلي:
  - فرض الالتزام بوقف إطلاق النار وردع المخالفين.
  - حفظ الأمن الداخلي.
  - الإشراف على انسحاب المسلحين من أماكن تواجدهم قبل 13 نيسان/أبريل 1975.
  - تنفيذ اتفاق القاهرة.
  - الإشراف على جمع الأسلحة الثقيلة.
  - مساعدة السلطة اللبنانية، عند الاقتضاء، في إدارة المرافق والمؤسسات العامة.
- إعلان وقف إطلاق النار وإنهاء القتال بين جميع الأطراف في جميع أنحاء لبنان اعتبارًا من 21 أكتوبر/تشرين الأول 1976 الساعة السادسة صباحًا.
- إقامة حواجز قوات الردع العربية بعد إنشاء مناطق عازلة في مناطق التوتر.
- سحب المسلحين وجمع الأسلحة الثقيلة وإنهاء جميع المظاهر المسلحة وفق جدول زمني محدد.
- تنفيذ اتفاق القاهرة وملحقاته، وخاصةً ما يتعلق بوجود الأسلحة والذخائر داخل المخيمات، وانسحاب القوات الفلسطينية المسلحة التي دخلت بعد بدء الأحداث، وتعهد منظمة التحرير الفلسطينية بعدم التدخل في الشؤون الداخلية لأي دولة عربية.
- لاحقًا في 25 أكتوبر/تشرين الأول، عُقد مؤتمر قمة عربي في القاهرة تبنى قرارات قمة الرياض.

### التكوين
حظي تشكيل قوة الردع العربية باهتمام كبير في ظل رغبة منظمة التحرير الفلسطينية في مشاركة قوات من مختلف الدول العربية، وخاصة مصر، في قوة حفظ السلام لمنع الاحتكار السوري. إلا أن السادات اختارت عدم المشاركة، فكانت القوات السورية التي دخلت لبنان هي الأكثر عدداً، حيث بلغ مجموعها نحو 27 ألف جندي مقابل 3 آلاف جندي من الدول العربية الأخرى.
في الأول من نوفمبر 1976، عيّن الرئيس إلياس سركيس العقيد أحمد الحاج (ضابط موالٍ لفؤاد شهاب) رئيساً لقوة الردع العربية.

### الانتشار
بدأت القوات انتشارها، واندلعت اشتباكات بين القوات السورية ضمن قوة الردع العربية والأحزاب والميليشيات المسيحية أثناء تمركز الأولى في المناطق الشرقية. وتوزعت القوات الإماراتية في البقاع الغربي، والقوات السعودية في الشياح والمنطقة المجاورة للمطار، قبل أن تنتقل إلى الدورة والكرنتينا. وتمركزت القوات اليمنية في الحدث والكفاءات، والقوات السودانية في عين الرمانة - الشياح.

### الخلاف وعدم التنسيق
سرعان ما اندلع خلاف بين العقيد أحمد الحاج والضباط السوريين بسبب تضارب المسؤوليات وغياب التنسيق، مما دفع الحاج إلى التخلي عن مهمته. وبينما عُيّن الحاج مديرًا عامًا لقوى الأمن الداخلي، اتفق الرئيس سركيس والقيادة السورية العليا على استبداله بالمقدم سامي الخطيب، الذي فرّ إلى سوريا عام 1970 وعاش هناك لاجئًا سياسيًا، هربًا من ضباط المكتب الثاني. دارت معارك عديدة بين القوات السورية والقوات اللبنانية بقيادة بشير الجميل، الذي شنّ ما يشبه حربًا لتحرير المناطق المسيحية من السيطرة السورية. وأيّد عدد من ضباط الجيش اللبناني الخطة السرية التي وضعها بشير الجميل، والتي أثارت في البداية حساسيات سرعان ما تطورت إلى هجمات بين الجيش اللبناني والقوات السورية. وكان أبرزها اشتباك 21 فبراير/شباط 1978 في ثكنة شكري غانم في الفياضية. في ذلك الصباح، أقامت القوات السورية حاجزًا أمام الثكنة المذكورة، مما أثار حالة من الذعر بين الجنود والضباط. وبعد فشل محادثات الوساطة الرامية إلى إزالة الحاجز، فتحت وحدات الجيش اللبناني، بقيادة النقيب سمير الأشقر، النار على القوات السورية، مما أسفر عن مقتل ثلاثة عشر وإصابة ستة وثلاثين. ردًا على ذلك، قصفت القوات السورية الثكنة، مما أسفر عن مقتل ضابط وإصابة ثلاثة جنود.
أدى العداء بين القوات السورية واللبنانية، إلى جانب التقارب السوري الفلسطيني والشعور السائد بين قادة وأفراد الوحدات العربية بأنهم مجرد مُكمل عددي لقوة الردع العربية، إلى تسريع انسحاب هذه القوات. كان السعوديون أول من انسحب من قوة الردع العربية، تلاهم اليمنيون والسودانيون وأخيرًا الإماراتيون. بحلول نهاية مايو/أيار 1979، لم يبقَ سوى السوريين، فتحوّل ما كان يُعرف سابقًا بقوة الردع العربية إلى قوة ردع سورية تعمل تحت إشراف رئيس الجمهورية اللبنانية اسميًا فقط. اتُّخذت القرارات الفعلية في دمشق، وظل الوضع على هذا النحو حتى عام 1982، حين انسحبت القوات السورية من لبنان عقب الغزو الإسرائيلي، منهيةً بذلك مهمة قوة الردع العربية.